# 莫里斯·格拉蒙
莫里斯·格拉蒙（法語：Maurice Grammont，1866年4月15日—1946年10月17日）是法国语言学家，教授。

## 生平
1866年生于当普里沙尔。早年在巴黎求学，师从米歇尔·布雷亚尔、阿尔塞纳·达梅斯特泰、朱尔·吉列龙和索緒爾。他在德国学习印欧语系诸语言，在弗赖堡大学师从鲁道夫·图尔尼森，在柏林洪堡大學师从约翰内斯·施密特。
自1892年起，开始在第戎大学文学院教授哥德語和立陶宛语。1895年发表了一篇关于印欧语系辅音異化的论文，并获得博士学位。同年被聘为蒙彼利埃大學文学院语法学和语言学系主任，直到1939年退休。1904/05年，他在蒙彼利埃大學建立了语音学实验室。他也是期刊《罗曼语语言杂志》（Revue des langues romanes）的编辑。1946年在蒙彼利埃去世。